# Altınekin
Altınekin ist eine Stadtgemeinde (Belediye) im gleichnamigen Ilçe (Landkreis) der Provinz Konya in der türkischen Region Zentralanatolien und gleichzeitig ein Stadtbezirk der 1986 gebildeten Büyükşehir belediyesi Konya (Großstadtgemeinde/Metropolprovinz). Seit der Gebietsreform 2013 ist die Gemeinde flächen- und einwohnermäßig identisch mit dem Landkreis. Die im Stadtlogo manifestierte Jahreszahl (1956) dürfte ein Hinweis auf das Jahr der Erhebung zur Stadtgemeinde (Belediye) sein.

## Geografie
Der Landkreis/Stadtbezirk liegt im nördlichen Zentrum der Provinz. Er grenzt im Südosten an Karatay, im Südwesten an Selçuklu, im Westen an Sarayönü, im Norden an Cihanbeyli und im Osten an die Provinz Aksaray. Von Süden nach Norden durchquert acht Kilometer westlich des Hauptortes die Fernstraße D-715 den Landkreis, die von Konya vorbei am Tuz Gölü zur Europastraße 80 führt. Im Süden des Kreises liegen die Berge Kağsak Tepesi mit 1378 Metern und, an der Grenze nach Selçuklu, der Nuraz Dağı mit 1566 Metern, nördlich der Stadt der Büyükhüyüklü Tepe mit 1142 Metern. Im Nordwesten beginnt die Hochebene Cihanbeyli Platosu.

## Verwaltung
Ebenso wie fünf andere Kreise der Provinz wurde der Kreis durch das Gesetz 3392 im Jahre 1987 gebildet. Bis dahin war er ein Bucak im Landkreis Cihanbeyli und bestand aus 16 Dörfern und der namensgebenden Belediye (Census 1985: 14.941 Einw.). Dazu kamen noch vier Dörfer aus dem zentralen Bucak (Merkez Bucak) mit insg. 5.243 Einwohnern.
(Bis) Ende 2012 bestand der Landkreis neben der Kreisstadt aus den drei Stadtgemeinden Akıncılar, Dedeler und Oğuzeli sowie 14 Dörfern (Köy), die während der Verwaltungsreform 2013 ebenso wie die drei Gemeinden (mit je einem Mahalle) in Mahalle (Stadtviertel/Ortsteile) überführt wurden. Die drei existierenden Mahalle der Kreisstadt blieben erhalten. Den Mahalle steht ein Muhtar als oberster Beamter vor.
Ende 2020 lebten durchschnittlich 714 Menschen in jedem dieser 20 Mahalle, 3.153 Einw. im bevölkerungsreichsten (Akıncılar Mah.).